# حکیم‌آباد (درب قاضی)
حکیم‌آباد روستایی در دهستان دربقاضی بخش مرکزی شهرستان نیشابور استان خراسان رضوی ایران است.

## جمعیت
بر پایه سرشماری عمومی نفوس و مسکن در سال ۱۳۹۵ جمعیت این مکان ۲۲ نفر (۹خانوار) بوده‌است.